# Hoya bebsguevarrae
Hoya bebsguevarrae är en oleanderväxtart som beskrevs av Kloppenb. och Carandang. Hoya bebsguevarrae ingår i släktet Hoya och familjen oleanderväxter. Inga underarter finns listade i Catalogue of Life.